# 834
834(팔백삼십사)는 833보다 크고 835보다 작은 자연수다.

## 수학
- 합성수로, 그 약수는 1, 2, 3, 6, 139, 278, 417, 834다. 진약수의 합은 846이므로, 834는 과잉수다.
  - 제곱 인수가 없는 44번째 과잉수다. 이 성질을 지닌 앞의 수는 822, 다음 수는 858이다. (OEIS의 수열 A087248)
- 17번째 케이크 수다. 앞의 케이크 수는 697, 다음은 988이다.
- {\displaystyle 834=127+131+137+139+149+151}
  - 연속하는 소수(素數) 6개의 합으로 나타낼 수 있으며, 이 성질을 지닌 앞의 수는 796, 다음 수는 864다.

## 과학
- NGC 834(영어판): 안드로메다자리 방향에 있는 나선은하.
- 834 버너미아: 소행성.

## 교통
- 조지아 항공 834편 추락 사고(영어판) (2011년)

## 문화유산
- 대한민국의 보물 제834호: 청도 대비사 대웅전

## 기타
- 연도: 834년, 기원전 834년
- 834 피프스 애비뉴(영어판): 미국 뉴욕주 뉴욕에 있는 주거용 건물.